# Doro (bedrijf)
Doro is een Zweeds bedrijf dat zich richt op de ontwikkeling, marketing en verkoop van telecomproducten en -software, waarbij het bedrijf zich in het bijzonder richt op senioren. Het bedrijf is in 1974 opgericht en gevestigd in Lund, Zweden. Het bedrijf is beursgenoteerd aan de Stockholmsbörsen.
Doro produceert eenvoudige, gebruiksvriendelijke mobiele telefoons en heeft verkooppunten in meer dan dertig landen op vijf continenten. In 2011 behaalde Doro een omzet van SEK 745m. (zo’n 83,6 miljoen euro).

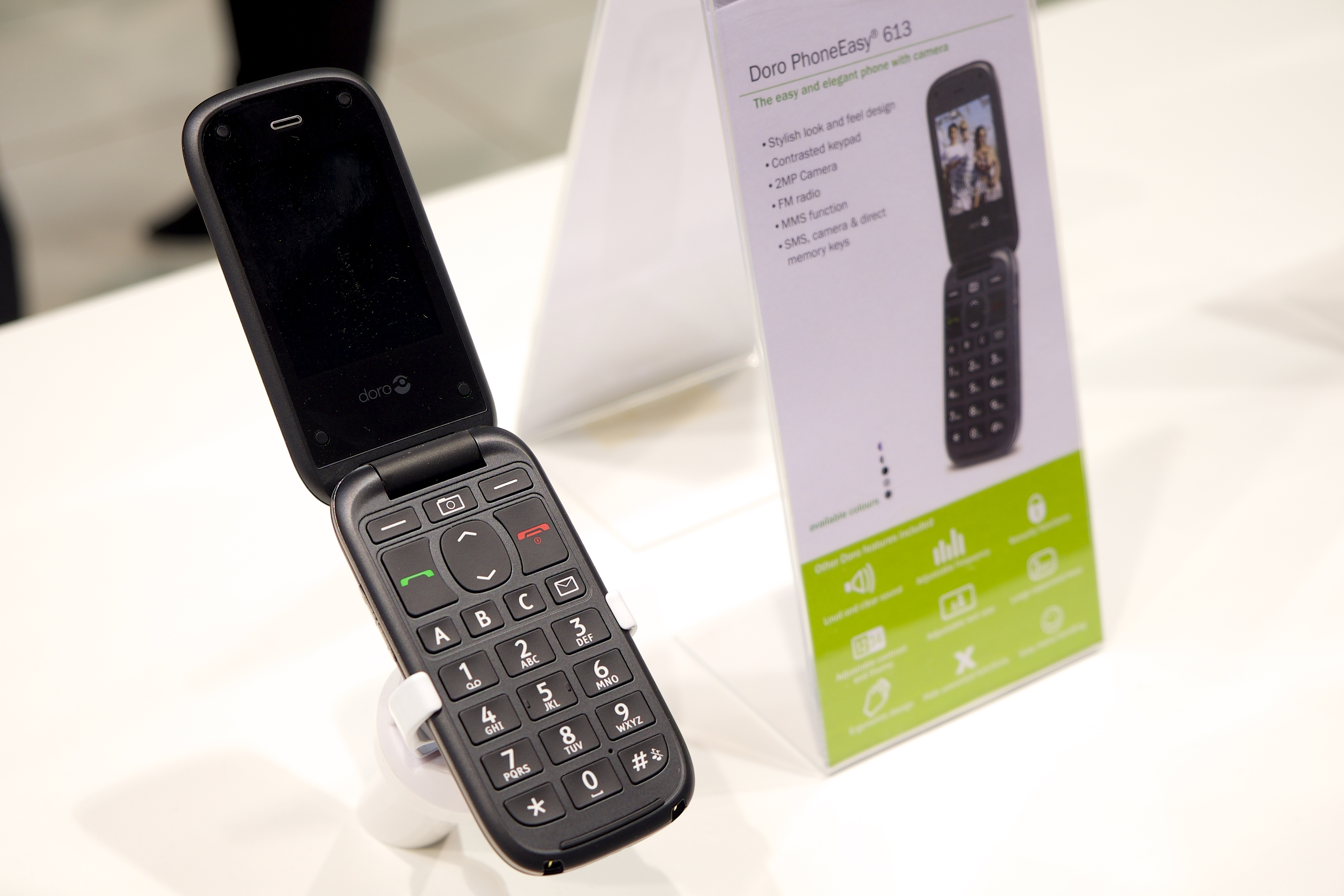
Doro PhoneEasy 613.
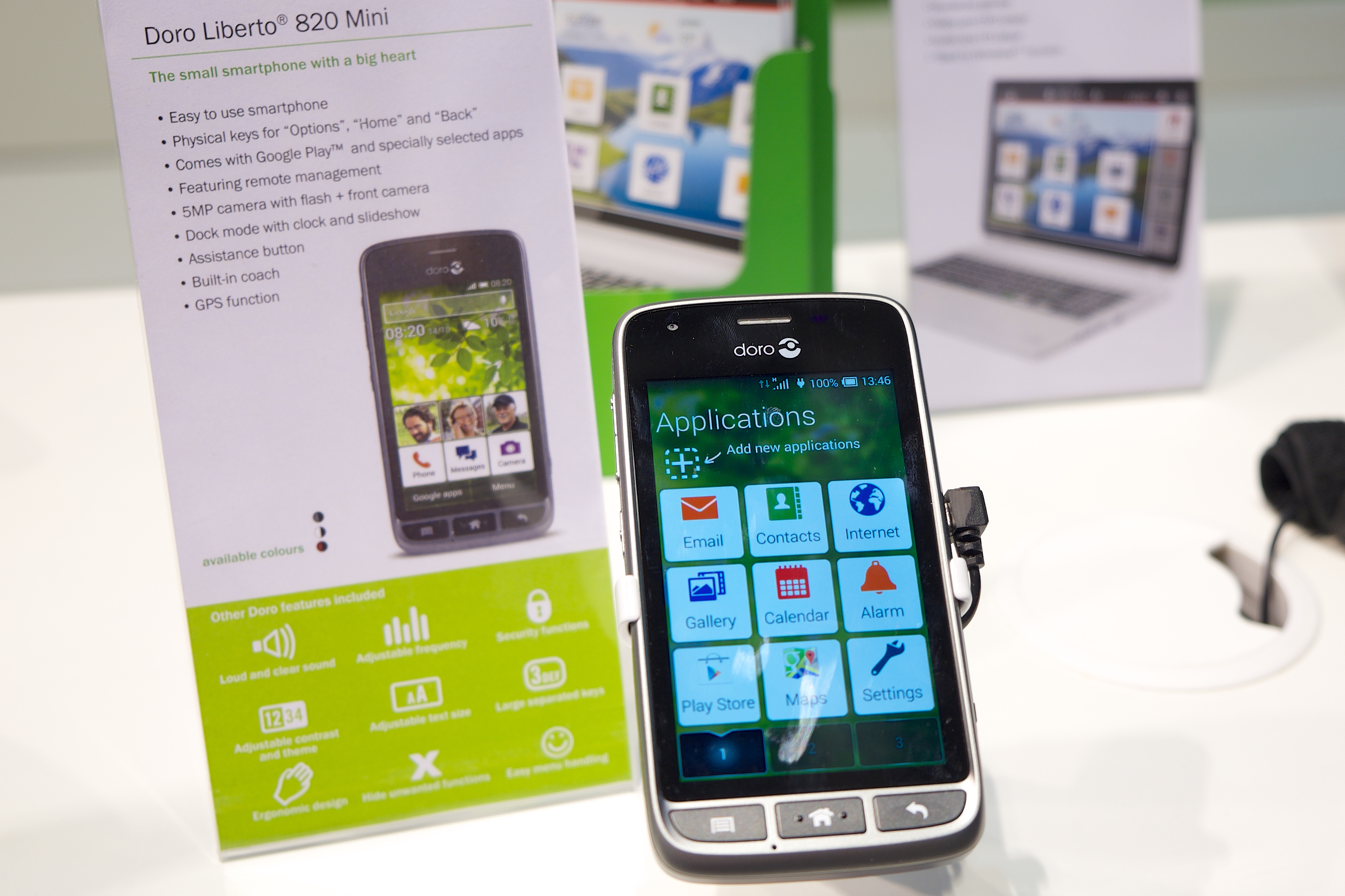
Doro Liberto 820 mini.